# 潜行者 (2019年电影)
《潜行者》（前名：潛龍追擊）（英語：Undercover Punch and Gun），是一部于2019年上映的警匪电影。由陳嘉上及黃永峰監製；呂冠南及譚廣源編劇兼首次擔任導演；伍允龙、吴建豪、安志杰、冯文娟、赵慧珊@Super Girls、遲帥、孟佳、Aaron Ariz及蒋璐霞领衔主演，2019年6月28日于中国大陆上映，腾讯视频同步首播；2019年9月19日于香港及澳門上映。

## 故事大綱
臥底警員小伍在一次冰毒交易，和社團兄弟侯虎結義，但交易卻被前特種部隊成員麥林和Eva壞事。冰毒的買家原來是以公海貨輪作大本營的走私大王夏乾坤，夏把小伍抓到公海去，逼小伍交出冰毒師作補償。之後，麥林，主動助小伍找出冰毒師，原來夏曾是麥的部隊戰友。小伍，侯虎，麥林，決定聯手一起對付夏亁坤……

## 演员列表

### 領銜主演
| 演员姓名    | 角色名称 | 介绍 |
| 伍允龙      | 伍景揚   | 霍曦晨之男友 爆哥之小弟 侯虎之兄弟 是一名臥底警察 ，爆哥的得手手下 在爆哥死後，接收他的社團 頂替爆哥做童小姐新的合夥人 為了完成夏乾坤的任務，闖入童小姐的工廠抓獲冰毒製造師 最後在貨輪上與侯虎合力打敗夏乾坤 最後致電何警官，向他請求救援 少數存活者之一 |
| 吴建豪      | 侯虎     | 伍景揚之兄弟 爆哥之小弟 跟爆哥在跑路時認識，常常瘋瘋癲癲的 得知伍景揚為臥底警察 於貨輪上跟以小刀戰鬥 後一刀插入Top脖子 最後在貨輪上與伍景揚合力打敗夏乾坤 少數存活者之一                                                                                 |
| 安志杰      | 夏乾坤   | 麥林之拍檔 後反目成天敵 之天敵 前三叉戟成員 走私大王 兩年前因對付走私集團而潛伏於貨輪內，可惜曝露身份而被抓，後來被麥林及Jack等其他成員救出，中途變節及接管貨輪而成為走私大王 作事風格殘忍 最後在貨輪上跟伍景揚 侯虎打鬥時 從貨櫃上墜落而亡              |
| 冯文娟      | /伊娃    | 麥林之拍檔 傑克之未婚妻 前三叉戟狙擊手 因兩年前杰克被夏乾坤槍殺，痛恨夏乾坤 後得知從夏乾坤告知當年傑克是被麥林所殺 於貨輪上 一槍斃命Phantom |
| 赵慧珊      | 霍曦晨   | 伍景揚之女友 爆哥之女兒刺青師 一直希望爆哥能改正 於貨輪上因中流彈而失血過多致死 |
| 迟帅        | 麦林     | 夏乾坤之拍檔 後反目成天敵 前三叉戟成員 喜歡伊娃，兩年前夏乾坤變節，錯殺杰克 讓伊娃以為是杰克是夏乾坤被所殺，在巷戰中被夏乾坤開槍，臨終前坦承兩年前開槍殺了傑克                                                                                           |
| 孟佳        |          | 雇傭兵 夏乾坤之手下是一名孤兒 擅於狙擊槍 槍法精準 曾想離開夏乾坤身邊 但被勸阻 於貨船上被伊娃一槍爆頭而死 |
| 艾伦·阿基兹 |          | 雇傭兵 夏乾坤之手下 對夏乾坤忠心耿耿 稱夏乾坤為夏先生 最後在貨輪上跟侯虎以小刀對戰 被侯虎的蝴蝶刀插入脖子而死 |
| 蒋璐霞      |          | 雇傭兵 夏乾坤之手下 曾與爆哥交易中開戰 最後貨船上被伍景揚勸阻 帶剩餘的人離開 少數存活者之一 |

狙擊手

### 主演
| 演员姓名 | 角色名称 | 介绍                               |
| 劉峻緯   | 小武     | 童小姐的手下 有潔癖 最後被小伍打暈 |
| 邵音音   | 師父     |                                    |
| 王子涵   | 澤心     | 霍曦晨之閨密 後死於夏乾坤的手下    |
| 楊天經   | 火       |                                    |
| 王冠逸   |          |                                    |
| 吳雲甫   |          |                                    |
| 林淋奇   |          |                                    |
| 郭思琳   |          |                                    |
| 溫家偉   |          |                                    |
| 陳楚高   |          |                                    |

### 特別及友情演出
| 演员姓名 | 角色名称 | 介绍                                                     |
| 谢霆锋   | 何警官   | 小伍同事 曾是臥底警察                                    |
| 吴家丽   | 童小姐   | 冰毒製造販售 對爆哥的愛稱為 爆爆 質量好 信任小伍為接頭人 |
| 林雪     | 爆哥     | 黑幫 小伍的老大 死於槍戰 指定小伍為他的接頭人            |
| 張武孝   | 毒品拆家 |                                                          |
|          | 醫生     | 夏乾坤的手下 幫小伍注射追蹤器                            |

### 其他演员
| 演员姓名 | 角色名称 | 介绍 |
| 沈良傑   | 快遞員工 |      |
| 黎駿邦   | 快遞員工 |      |
| 林國棟   | 試毒師   |      |
| 黃暉翔   | 師父助手 |      |
| 劉燕妮   | 大姐     |      |
| 李曼迪   | 二姐     |      |
| 謝彩鈺   | 三妹     |      |
| 陳振華   | 僱傭兵   |      |
| 吳俊文   | 僱傭兵   |      |